# クルピラ
クルピラまたはクルピーラ（ポルトガル語: Curupira, Currupira, Korupira'; [kuɾuˈpiɾɐ]）は、南米ブラジルのアマゾン熱帯雨林などの先住民の伝承における密林の守護霊。足の向きが逆についており、足跡で人を惑わせ、不思議な力で森の中で迷子にさせるという。隣国パラグアイのトゥピ・グアラニー語族圏にも伝わっている。
本来はむごい傷跡のついた死体を残してゆく恐ろしい存在で、先住民は供物によってその難を避けようとしたが、だんだん、人には語りかけ、場合によっては不幸や死をもたらすが、失敗したり人間にしてやられたりもする悪戯なトリックスター型の精霊に伝承が作り変えられていったとされる。
外観については様々で、元は禿頭（雌ならば長髪）で、長い体毛に覆われた、短躯だががっしりした怪人で、青い歯をしているなどともいわれたが、だんだん赤毛のイメージが定着した。これには別の怪人カイポラ/カイポーラとの習合もかかわっていると思われる。

## 起源
クルピラ（コルピラ、Korupira）の伝説はヴェネズエラ、ギアナ、ペルー、パラグアイに分布し、一説ではカリブ語族の口承から、グアラニー語の人口に伝搬したと思われる。

## 名称
クルピラの伝承はブラジルのみでなく、パラグアイやギアナ地方のトゥピ・グアラニー語族圏に分布している。
クルピラの名前の意味は、「傷、マメ、膿で覆われた」などと解釈されるが、
ニェエンガトゥ語: kuru "粒子、粗さ"と piré "皮膚" （同根語にグアラニー語： pí）との複合名詞であり、「ザラザラさした肌、ニキビ肌」等の意味である。このクルピラという名前が、ブラジル密林に棲むニェエンガトゥ語の話者から、トゥピナンバ語の話者に伝わり、さらに南部のグアラニー語の話者に伝わったと考えられる。
普通クルピラ（Curupira）とパラー州などでは綴るが、南部では "Currupira" とする傾向がある。また "Korupira" の表記も見られる。
くわえて、クルピラとは別名で（別種扱いのこともあるが）、しょせん同種・亜種であろうと意見されるのが、南部のサシ・ペレレ、中部のカイポラ、北部のマティ・タペレレ（マティンペレレ[仮カナ表記]）である。
さらに他の解説を比べると、クルピラとカイポラを同一とすべき意見と、区別すべき意見とが交錯している（ § カイポラとの習合参照）。これらは地域的に使い分けされるともされており、例えばマラニャン州以南エスピリトサント州までの一帯は、カイポラと呼称することがほぼ固定している。

## 伝承
クルピラはジャングルに棲む人型の精霊あるいは野生人、または神であり、森林資源の守護者である。むやみに森林を伐採する人間を罰し、迷子にさせ、いつまでも家にたどりつけないようにすることができる。
クルピラの外見は、身長の低いタプイオ（「褐色人種」）のそれだとされるが、のちには似たような意味である「ちびカボクロ」（ポルトガル語: caboclinho、カボクロの指小辞）のようだと形容されている。
特筆すべきは、足の方向が逆についていることで、その足跡が逆行しているのを、鵜呑みにして読み取ると、逃げて遠ざかっているつもりが後を追っている結果になってしまう。
クルピラは家族持ちだとも言われ、妻や子供がおり、一説では枯れ木の洞（うろ）に済んでいる。雌は長髪という。ときおり人里の畑（roça）にやってきて マンディオカ（マニオク）を盗みにくるという。あるいは妻は老いた醜い悪徳なタプヤで、クルピラの悪さの片棒を担ぎ、あいだに生まれた末子はサシだともいう。クルピラと同種ともされるカイポラ（Kaaporaとも）の妻は、アマゾナス州ではタタシ（Tatácy）、パラー州ではタタマニャ（Tatámanha）と呼ばれる。
クルピラは、悪思考や悪夢を引き起こすともいう。一説では「いたずら好きな森の精霊」ともいうべきで、人間と会話し、人々の仲たがいをうながし、不幸な成り行きを楽しむとされる。クルピラは「思考の神」あるいは「嘘の神」とされていたという記録があり（詳細は § 歴史 を参照）、後者「嘘の神」はたぶらかしに通ずるといえる。
クルピラがタバコ好きという話も出ており、猟師がこれを供物すると狩りの成果がよくなるという。ただし、妻には内緒にしなければならない。タバコ以外にもカシャッサ（ピンガ酒、サトウキビの蒸留酒）好きだとされ、猟師たち、サトウキビでできたこのカシャッサ酒やラム酒、タバコをクルピラに捧げるという。
クルピラは、シカ、ウサギ、豚などに騎乗すると言われる、またはペッカリーに乗るというが、クチジロペッカリー（Tayassu pecari）の指定も、クビワペッカリー（T. tajacu）の指定もみられる（ § カイポラとの習合を参照）。ペルナンブーコ州の伝承では、鹿乗りのクルピラが、パパ＝メル（パパメル）という名の犬を従えているという。

### 音や悪臭
クルピラは、かん高い風切り音を発生させるが、 シギダチョウ科（inambú）という鳥の鳴き声に似た音がつんざき、森林を行く人を惑わすという。
またクルピラは、角張って突き出た木の根元（見晴らし台にもなる。sapopema）をよく叩くが、 それは木が嵐に耐えうるか調べるためだという。よって（カヌーで）櫂（パドル）を漕ぎながら河川を航行する者たちは、その音を聞くとクルピラが出している音と認識する。
人類学者チャールズ・ワグリーが1950年代の現地調査で得た当時の声によれば、クルピラは森深くから"長くかん高い叫び声"をあげるのみでなく、人間の声色を真似て、ゴム樹液採集者や狩人を道に迷わせる。また、実録談として（情報提供者の祖父の知人が）、遭遇した子供大のクルピラに頭上高く投げ上げられて足を骨折したという。その男は袋から「聖なるワックス」を取り出したので、相手はそれ以上近づけなかった。しかしそのカティンガ（catinga、悪臭）によって男は気絶させられてしまった。
クルピラは、ある魔術の歌を歌って人間をおびきよせるという。その文句は「我は我の道を歩く、さあ後ろに来たりて歩け歩け」というような意味合いだという。

### 外見
クルピラの見た目容姿については、様々に語られてきた。耳が特大で、歯は青か緑色ともいう（ソリモンエス流域）。禿げ頭か、はげかかっている（トゥピ語: piroka）が、体は毛むくじゃらで、その毛は長くしだれるという（ネグロ流域）。博物学者ベイツは、オランウータンのような、樹生活する、しだれ毛の生物であろうとの考察をしたが、後年の解説では赤/紅色の毛の描写が一般的にみえる。異聞では、真っ赤な顔で、割れた蹄足だとする。隻眼だとする地方もあり（タパジョース流域）、また肛門がないため、がっしりした体格ともいわれる（パラー州）。

#### カイポラとの習合
ベイツはクルピラとカイポラを区別すべきとしたが、ドイツの博物学者マルティウスは、二つは同一との所見だった。
ある地域でクルピラの特徴とされるものが、別の地域ではカイポラの地域に置き換わることも多いとされる。
長くて赤い毛が生えているという伝承は、そもそもカイポラにあったようで、だがカイポラはクルピラにに似るともいわれた。また、カイポラがクビワペッカリー（taitetú）を乗るという記録は古くからあるが、クルピラもペッカリーを乗るという描写も今ではふつうにみられる。

### 防除法
クルピラの道迷いの力に対抗するには、入林者は、リアナと呼ぶつる植物の総称（説明では ポルトガル語: cipó）を使って、十字の形や輪の形につくり、置いておくと精霊はそれを解きほどこうと躍起になるので、その隙をついて逃げられると言われる。博物学者のベイツ も、隊の一員だったマメルコ（ポルトガル人と先住民の混血二世）の青年が、恐れをなしヤシの葉で輪っかをつくり、クルピラの魔除けとして木の枝に吊り下げ、これをしないと前には進めない、と意固地になったときがあった、と記録する。

## 説話
生物学者ハーバート・ハンティンドン・スミス（1879年）が所収する説話では、クルピラがある男を殺して、その妻のいる家にやってきて、なにごともなかったように「肉」だと称して夫の心臓を渡し、家族で食べてしまう。その妻がやっと別人と気付くのは夜で、子供をかかえて逃げるとクルピラが追ってきた。なぜかカエルが手助けをし、粘着質の物質を飛ばして女性をつかまえ樹上に引き上げる。クルピラは登ってこようとするが、粘着質に囚われて死んでしまう。
ブラジル専門の博物学者チャールズ・フレドリック・ハートが所収した、狩人が遭遇してクルピラをまんまとだました話がある。男は心臓を差し出せ、と迫られるが、サルの心臓で代用し、ほら、と渡した。クルピラは、そんなことをしても無事なのかと合点してしまい、つられて真似をし、自分の心臓を切り取り、死んでしまった。 後日談で、狩人はクルピラの死体から緑色の歯を回収し、飾り物にしようとするが、クルピラが蘇生し、必中の魔法の弓を授ける。だが絶対に秘密であるという誓約をおかし、妻に話したため死んでしまう。異本では、狩人は魔法弓で鳥を狩ってはならぬというタブーをおかし、鳥の群れにつつかれて死ぬ。クルピラによって、失った肉を蝋で作り直してもらい復活するが、今後は熱い料理は食べられなくなった、という忠告を無視して男は溶けてしまう。

## 歴史
古い記録では、イエズス会のジョゼ・デ・アンシエタが 1560年にこう記している：

"誰もが口にする周知ちの悪魔を、ブラジル人はコルピラ（corupira）と呼ぶ。森のインディオを襲い、鞭打ちし、苦しませて殺す。 同朋（宣教師）らも目撃者で、殺されたという[死体を]目にしている。インディオたちは、[この悪魔を難を祓おうと]わざわざセルタンという荒々しい樹々や険しい丘つづきの僻地を通らねば到達できない最高峰の山まで出かけてゆき、どうか危害を加えたませんようにと、鳥の羽、団扇、矢のたぐいを[供物に]捧げている。

その他の古い言及は、やはりイエスズ会のフェルナン・カルディン（1584年）や、オランダ西インド会社理事デ・ラエ（1640年）にみられる。
アクーニャ（1641年）による言及も古例に挙げられるが、これはムタユ族（Mutayu）は足が逆向きについているという伝承の資料である。アクーニャは、ムタユ族が、石斧づくりを巧みとするトゥピ族の支族系だと信じた。しかしセルジオ・ブアルケ・デ・オランダ（『Caminhos e Fronteiras 道路と国境』、1957年） は、ムタユ族は架空にすぎなく、ジャングルの部族には履物を着用して敵対者の追跡をあざむく習慣があり、これがムタユ族やクルピラ伝説につながったのだろう、と推論している。

### トリックターな神への変貌
カルディンによれば、クルピラは先住民がなによりましてもっとも恐れる悪魔だと述べている。だが、その偶像崇拝はされていないとする。デ・ラエやその共著者でもあるゲオルク・マルクグラーフによれば、先住民が悪魔と恐れる存在はいくつかあり、アニャンガ、ジュルパリ、クルパリ（Curupari〔ママ〕）であるとする 。このうち「クルパリ」（クルピラ）は「nuomen mentis」なのだとラテン語で記しているが、これは「思考の精霊」という意味だろうというシモン・デ・バスコンセロス司祭（1663年）の解釈に反して、「嘘や欺罔の精霊」とも解釈できる、と後年のゴンサウヴェス・ジアス（1867年）は再考した。
この「嘘つき精霊」解釈はカマラ・カスクードには不評らしく、ジアス以前の19世紀の神父の言論をあえて「反対」意見としてぶつけている。そのジョアン・ダニエル神父（1797年）の描写とは、クルピラが声高に供物を求める精霊であって、これを怠ると「打ちすえられた」というものである。
ともあれ「思考の精霊」か「嘘つき精霊」か、いずれにしろ過去には怖れ崇める神霊として扱われたのはたしかであり、クルピラがアマゾンの信仰の「パンテオン」の一柱に収まっていた。それがだんだんと印象を変えられ "インプや道化"的な存在になり果ててしまった、とダニエル・ブリントンは考察した。クルピラは、さしてサタンには似ず、 むしろパーンに似る、と評した神話記述者ハートレイ・バー・アレクサンダーの見解と比較できる。
ドイツの博物学者マルティウスは、「いたずらな樹木の精霊」と評し（「コミカルな精霊」の意味ととらわれて、ブラジル人学者勢には快く受け取られなかったが）、クルピラがジュルパリほどには恐ろしくはない存在だとしている。
また、かつて「悪魔」などとされた神格たちにはそれぞれ守護神としての分担があり、アニャンガは狩りの獲物となる大型動物、カイポラ/カアポラは狩られる小動物、ボイタタは野草や灌木の担当であったが、その垣根がくずれ、クルピラの地位が上がって、森林の君主となった、とカマラ・カスクードが推移を考察している。

### 都市移住した部族子孫
エドゥアルド・ガルヴァン（1955年）によれば、"クルピラは森林の精霊であり、都市部や、森林が切り開かれた空き地（カポエイラという）にほど近い周辺にはクルピラははいない。森の深くに棲むのだ。都市暮らしの者も、クルピラの存在を信じるが、さしたる関心はない。というのもクルピラは人口が集まる場所は嫌うからである"。

## 類型
アマゾンのクルピラに相当する魔物は、他にもヴェネズエラのマグアレ（Máguare）、コロンビアのセルヴァヘ[仮カナ表記]（Selvage）、ペルーのインカ人のチュジャチャキ、ボリヴィアのコカマ族のカウア（Kauá）が挙げられる。
またポカイ（Pokái）という魔物が、ロライマ州の山脈の森林地に棲むマクシ族の間で知られ、クルピラと同一の伝承と言える。ポカイは鼻長で長髪な小柄の少年の姿をしており、足が逆向きで、片足が不具。かかとでドラムを叩くという。さらにはユオロコ（Iuoroko, Iuoroco）という魔物が、ジャタプ川流域のパリキ族（Pariqui）のあいだで語り継がれるが、これも同一の伝承と思われる。
ドイツの山の精である、ズデーテン山地のリューベツァールも類型ではないかと考察される。

### 類話
ハートは、その研究論文で、クルピラと比較しうる三つの神話的存在を挙げている。すなわち『ノルウェー民話集』の「トロルとアスケラッド（灰つつき）」 、およびロシア民話のレーシー、そして北米アルゴンキン族/オジブワ族のマナボジョである:note 1。
北米の説話では、マナボジョが来訪して、ヘラジカ男がこれをもてなすため、自分の妻から肉の切り身をはぎ取り、食事に出した。ヘラジカは、魔法治療術[持ち]（meeta） だったので治してしまう。それと知らず、マナボジョが真似をして自分の妻を危うく切り殺してしまうところだった。上述の狩人がクルピラを騙した場面と相似する。
アファナーシェフ編のロシア民話でも、やはり狐がおなじように熊をだまし、熊は自分の額をかちわって中身を食べて死んだ。ロシアの森の精レーシーは緑髪に緑の歯があるということで、クルピラとは一部の外観的な相似があるに過ぎない。

## 近年の記念碑化など

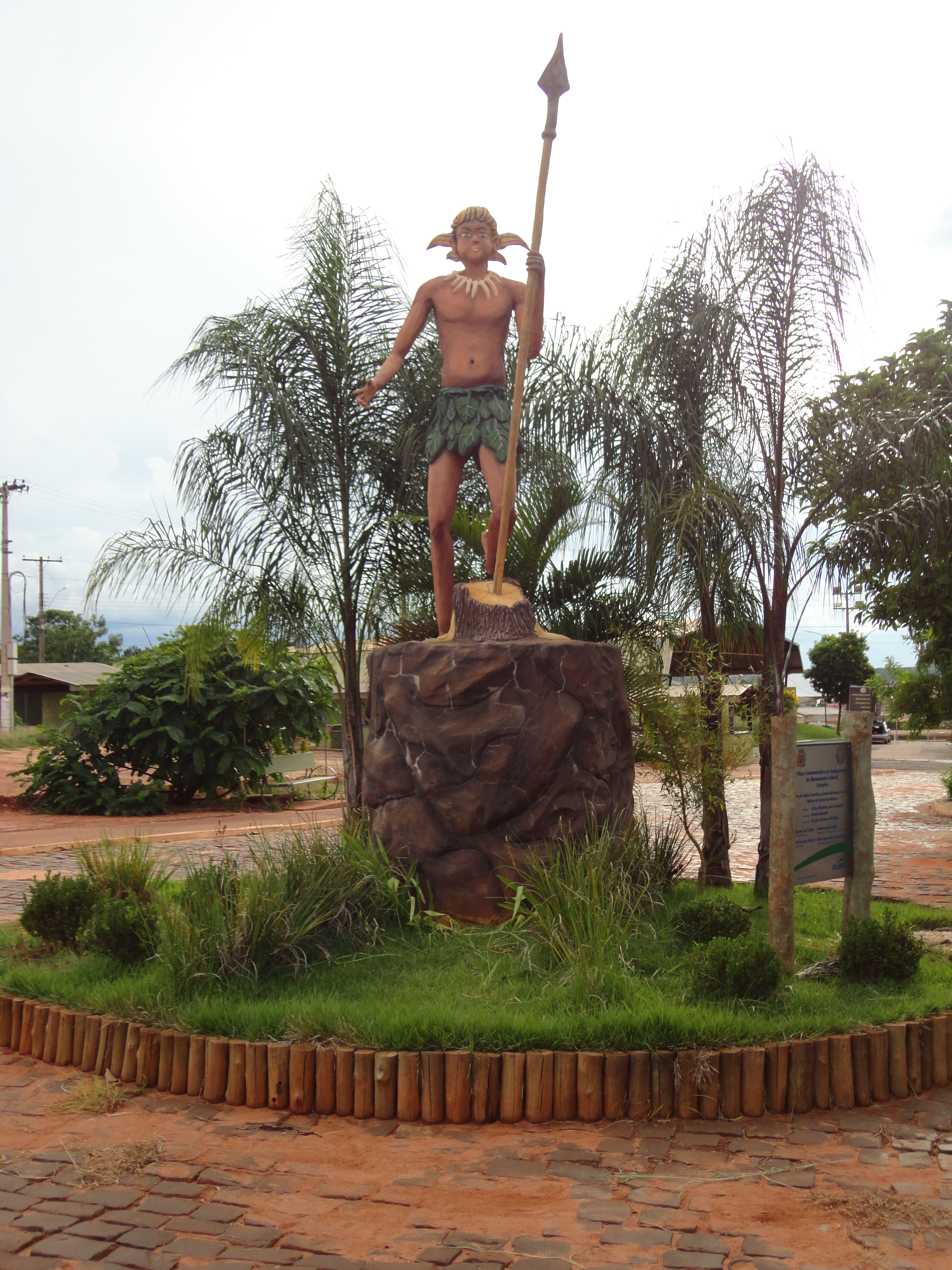
クルピラ像。サンパウロ州オリンピア市。

サンパウロ州は1970年9月11日、クルピラを州の森林のシンボルに取り決めた。同9月21日（ブラジルの植樹祭日）、クルピラ像記念碑を州都のホルト・フロレスタル（現・アルベルト・レフグレン州立公園）に設置。像はヴァンダリズム害を受け博物館に移転されたが、2019年にティルソ・クルーズ（2024年没、享年86歳）作の新しい像が公園に復帰した。クルーズはいわば原作者で、リベイラン・プレト市・ファビオ・バレット市立森林地に建っていたクルーズ作の像（以後、盗難により紛失）を基にした像が、ホルト公園に寄贈されていた。
ブラジル自然保全財団（Fundaçao Brasileira para Conservação da Natureza、FBCN）は、1958年設立時にクルピラをマスコットに決め、そのシンボルマークに活用した。

## 大衆文化
テレビシリーズ『Beastmaster』（1999年～2002年）の複数の回に「クルピラ」という悪魔。オーストラリア出身の女優エミリー・デ・レイヴィン演じるクルピラは、後ろ向き足を持ち、緑色の服に金髪の一見あどけない若い女性。だが森の精霊で、非常に気まぐれ。動物、特にトラを保護し、キスで人間の命を吸い取り抜け殻と化させる。主人公ダーとは不安定な味方関係。
2020年長編アニメ『The Red Scroll』の少女イドリルは、クルピラに着想を得ており、後ろ向き足はないものの、逆向きの足跡を残す能力あり。
2021年のNetflixシリーズ『インビジブル・シティ』には、クルピラを含むブラジルの伝説生物が多数登場する。ファビオ・ラーゴ演じるクルピラは、ホームレス人間として描写されるが、ブラジル森林の守護霊がその正体であることは、後ろ向きの足、燃える頭、自然音と人声を合わせたような幻想的な口笛を発することなどよりあきらか。